# Ivana Jorović
Ivana Jorović (født 3. maj 1997 i Čačak, Den Føderale Republik Jugoslavien) er en professionel kvindelig tennisspiller fra Serbien.